# Portanus filamentus
Portanus filamentus är en insektsart som beskrevs av Delong 1980. Portanus filamentus ingår i släktet Portanus och familjen dvärgstritar. Inga underarter finns listade i Catalogue of Life.